# تاريخ أمستردام

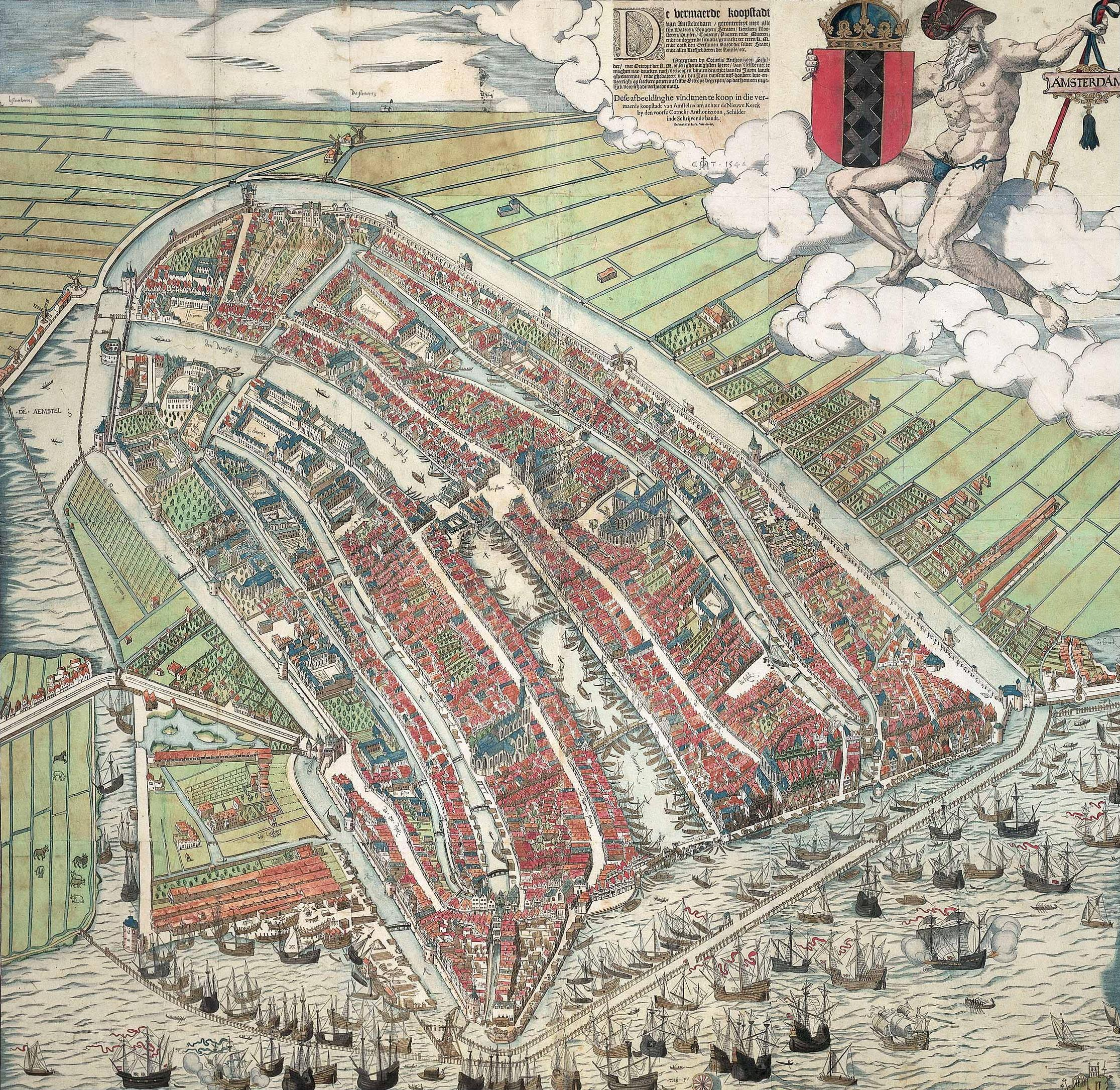
أمستردام حوالي عام 1544.

تحظى مدينة أمستردام بتاريخ عريق ومليء بالأحداث. تعود أصول تلك المدينة إلى القرن الثاني عشر عندما شيد صيادو الأسماك القاطنين بالقرب من ضفاف نهر أمستيل جسرًا يمتد فوق المجرى المائي بالقرب من بحيرة آي التي كانت حينها ممرًا مائيًا مالحًا. شُيدت أهوسة خشبية أسفل جسر نهر أمستيل لسد مياه النهر وحماية القرية من ارتفاع منسوب مياه بحيرة آي التي كانت تغرق القرية في كثير من الأحيان. شكّل فم نهر أمستيل الذي يقع حاليًا في الدنمارك مرفأً طبيعيًا ذا أهمية كبيرة لتجارة البضائع ونقلها من السفن الكبيرة للقوارب الصغيرة حتى تصل البضائع للمناطق النائية عن الشواطئ.
كُتبت أقدم وثيقة تشير إلى أمستردام باسم «Aemstelredamme» (أي «سد نهر أمستيل») في 27 أكتوبر 1275. وبموجب تلك الوثيقة، أُعفي سكان القرية من دفع رسوم عبور الجسر في مقاطعة هولندا بأمر من فلوريس الخامس، كونت هولندا.
عثر الباحثون في عمليات الحفر والتنقيب التي تمت في الفترة 2005–2012 على أدلة تشير إلى أن أصول أمستردام أقدم بكثير من القرن الثاني عشر. ففي أثناء إنشاء مترو أنفاق «نورد-زويدلين» عثر علماء الآثار على بلطات ومطرقة حجرية وبعض الأواني الفخارية التي تعود للعصر الحجري الجديد على عمق 30 مترًا من سطح الشارع. ما يعني أن أمستردام أو المستوطنة السابقة لها كانت مأهولة بالسكان منذ عام 2600 قبل الميلاد.

## الإقطاعية في العصور الوسطى
في عام 1204 اجتاح سكان كينمرلاند أول قلعة بُنيت عند حاجز أمستيل الصخري، ما أدى إلى نهاية حكم آل خيزبريخت فان أمستيل الرابع الذي حكم تلك المنطقة باسم أسقف أوترخت. استعان الشاعر الهولندي يوست فان دين فوندل بذلك الحدث لاحقًا لكتابة مسرحية تاريخية بعنوان «خيزبريخت فان أمستيل»، وعُرضت منذ ذلك الحين في أول أسبوع من كل عام. وبعد هذا الحدث بمائة عام، حاول الحفيد خيزبريخت فان أمستيل الخامس أن يستعيد حقه المزعوم في حكم منطقة أمستردام، ولكنه نُفي هو وعائلته من أرضهم في النهاية وانتقلوا إلى مقاطعة فلاندرز.
يحظى عام 1275 بأهمية كبيرة في تاريخ أمستردام. ففي الوقت الذي خضعت فيه أمستردام لولاية حاكم أبرشية أوترخت، أعفى الكونت فلوريس الخامس الهولندي التجار والبحارة وصيادي الأسماك من دفع رسوم عبور جسر أمستيل بموجب وثيقة رسمية. تلك الوثيقة التي حُررت في 27 أكتوبر 1275 هي أقدم وثيقة ذُكرت فيها اسم مدينة أمستردام حينها (Aemstelredamme). وبموجب تلك الوثيقة مُنح السكان القاطنين بالقرب من أمستردام حق التجول داخل مقاطعة هولندا بحرية وبدون دفع رسوم عبور الجسور والأهوسة والسدود. كان ذلك إيذانًا بحلول الرخاء في تلك المدينة الناشئة المتنامية؛ فقد أتاحت تلك الوثيقة فرصة شحن البضائع من أي مكان في أوروبا (مثل إسكندنافيا، والدنمارك، وألمانيا) إلى ميناء أمستردام وبيعها بأسعار تنافسية في أمستردام والمناطق النائية عنها. عادت أمستردام (Amstelland) من جديد لحاكم الأبرشية عقب اغتيال الكونت فلوريس الخامس في عام 1296. وبحلول عام 1327، تحول اسم المدينة إلى أمستردام (Aemsterdam).
في عام 1306، أعطى خويد فان هينيخوين، أسقف أوترخت، أمستردام حقوق المدينة. وعقب وفاته عام 1317 ورث منه الكونت فيليم الثالث أمستردام التي أضحت تابعة لمقاطعة هولندا.
في عام 1323، فرض فيليم الثالث رسومًا على تجارة الجعة المستوردة من هامبورغ. مهدت تجارة الجعة الطريق للتجارة مع مدن الرابطة الهانزية في البحر البلطي التي استورد منها سكان أمستردام الحنطة والأخشاب على نحو مطرد في القرنين الرابع والخامس عشر. وفي عام 1342 أعطى فيليم الرابع مدينة أمستردام «حق الامتياز العظيم» الذي عزز مكانتها في هولندا إلى حد كبير. وفي القرن الخامس عشر أضحت أمستردام بمثابة صومعة حبوب البلاد المنخفضة الشمالية، وصارت أهم مدينة تجارية في هولندا.
تقول الأسطورة إنه في يوم 12 مارس 1345 تحققت معجزة أمستردام وأصبحت المدينة مقصدًا للحجاج. توسعت المدينة بدرجة كبيرة بفضل هجرة الحجاج إليها. وتُقام فيها شعائر الموكب الروماني الكاثوليكي (Stille Omgang) كل عام احتفالًا بتلك المعجزة.
أضرمت النيران في المدينة مرة في عام 1421 ومرة أخرى في عام 1452. وفي أعقاب المرة الثانية التي دمرت فيها النيران ثلاثة أرباع المدينة، أصدر الإمبراطور تشالرز مرسومًا أمر فيه ببناء البيوت الجديدة من الحجارة. وما زالت بعض البيوت الخشبية من تلك الحقبة قائمة، ومن أبرزها المنزل الخشبي (Houten Huis) في مجمع بيخينهوف في أمستردام.

## العصر الذهبي (1585–1672)
كان القرن السابع عشر بمثابة العصر الذهبي لأمستردام. فقد أبحرت السفن من تلك المدينة متجهةً إلى أمريكا الشمالية وإندونيسيا والبرازيل وإفريقيا، وأسست بذلك شبكة من التجارة العالمية. تكفل تجار أمستردام بتمويل الرحلات الاستكشافية المتجهة إلى أركان العالم الأربعة، وحصلوا منها على البضائع الأجنبية التي شكلت بذور المستعمرات الهولندية اللاحقة. ومن أهم تلك المجموعات التجارية شركة الهند الشرقية الهولندية التي أُسست في عام 1602، وأصبحت أول شركة متعددة الجنسيات تصدر أسهمًا لتمويل أعمالها التجارية. سمحت تلك الشركة للبحارة بالاستثمار في البضائع المُكلفين بنقلها، ما خلق حافزًا للعمال لامتلاك البضائع التي يحملونها على سفنهم، وجعل ولائهم مرتبطًا ارتباطًا وثيقًا بنجاح العمل التجاري بعد أن كان دور البحار يقتصر على نقل البضائع فقط. وُلد الرسام الهولندي رامبرانت في هذ القرن تحديدًا، واتسعت المدينة بشدة على ضفاف أنهارها في تلك الفترة. كانت أمستردام حينها أهم نقطة لنقل البضائع في أوروبا، وكانت المركز الاقتصادي الرئيسي في العالم.

### حكومة الأوصياء
بحلول منتصف عقد 1660 وصل عدد سكان أمستردام إلى العدد الأمثل (قرابة 200,000 نسمة) بالنسبة لمعدلات التجارة والمقايضة والزراعة المتاحة حينها لتوفير سبل العيش المناسبة للسكان. كانت أمستردام تساهم بالجزء الأكبر من الضرائب في مقاطعة هولندا التي كانت بدورها تساهم بأكثر من نصف الضرائب التي كانت تحصلها حكومة هولندا. كانت أمستردام أيضًا من أكثر المدن التي كانت تفي بتسديد ضرائبها باستمرار، ما سمح لها بتهديد الدولة بالامتناع عن دفع الضرائب بصورة فعالة.
حُكمت أمستردام في تلك الفترة من قِبل مجموعة من الأوصياء، وهي عبارة عن نخبة حاكمة كبيرة ومتماسكة تتحكم في جميع شئون المدينة، وكان لها الصوت الغالب في شئون هولندا الخارجية. لم يُسمح لأي رجل بالانضمام للطبقة الحكمة إلا إذا كان ثريًا ومقيمًا في أمستردام لفترة طويلة من الزمن. كانت الخطوة الأولى للعائلات الثرية التي تطمح إلى أن تكون من الطبقة الحاكمة أن ترتب عقد زواج طويل الأمد مع عائلة معروفة من الأوصياء. ومن بين الأمثلة على ذلك، زواج ابن رئيس البلدية فالكينير من عائلة تريب (صناع الأسلحة السويدية في أمستردام)، ما سمح له بتوسعة نفوذه وتعزيز مركزه داخل مجلس المدينة. استمدت النخبة الحاكمة في أمستردام قوتها من حجمها الكبير وانفتاحها على غيرها من الناس.
وفرت النخبة الحاكمة في أمستردام عدة خدمات جيدة لسكانها. فقد أنفقوا الكثير من الأموال على إصلاح المعابر المائية وغيرها من البُنى التحتية الأساسية، وبناء مجمعات سكنية محلية للطاعنين في السن وكنائس ومستشفيات. أدى تفضيل النخبة الحاكمة للاستثمار الخاص أيضًا إلى رفع مستوى المعيشة في أمستردام، إذ أن بناء طواحين الهواء المتقدمة والمجدية تجاريًا أدى إلى تحسين كفاءة مصانع تكرير المنتجات ومضخات الزراعة في تلك المنطقة، ما سمح بنشوء أحد أقدم النظم الاقتصادية القائمة على الصناعة.